# Cold World
Albums de Godflesh
Slateman
(1991) Pure
(1992)
Cold World est un EP du groupe de metal industriel Godflesh. Il a été initialement publié en 1991 sur Relativity Records.
Le EP original a été abandonné, mais il a été réédité avec le single Slateman.

## Liste des titres
1. Cold World - 5:27
2. Nihil - 5:55
3. Nihil (Total Belief Mix) – 5:37
4. Nihil (No Belief Mix) – 5:36

## Personnel
- G.C. Green - Guitare basse
- J.K. Broadrick - Guitare électrique, Chant
- Robert Hampson - Guitare électrique (Cold World)
- Machines - Rythmes & échantillons